# John Gianelli
John Arec Gianelli (Stockton, 10 giugno 1950) è un ex cestista statunitense, professionista nella NBA e in Italia.

## Carriera
Venne selezionato dagli Houston Rockets al secondo giro del Draft NBA 1972 (20ª scelta assoluta).

## Palmarès
- Campionato NBA: 1

New York Knicks: 1973
- Campionato italiano: 1

Olimpia Milano: 1981-82